# جفرسون (كارولاينا الجنوبية)
جفرسون (بالإنجليزية: Jefferson, South Carolina)‏ هي بلدة أمريكية تقع في الولايات المتحدة في مقاطعة تشيسترفيلد (كارولاينا الجنوبية). يقدر عدد سكانها بـ 753 نسمة ومساحتها 4.6 كم2 وترتفع عن سطح البحر 145 متر.

## التركيبة السكانية
حدّد مكتب تعداد الولايات المتحدة بيانات التركيبة السكانية لجفرسون في تعداد الولايات المتحدة. في ما يلي، التركيبة السكانية حسب تعدادي 2000 و2010.

### تعداد عام 2000
بلغ عدد سكان جفرسون 704 نسمة بحسب تعداد عام 2000، وبلغ عدد الأسر 296 أسرة وعدد العائلات 201 عائلة مقيمة في البلدة. في حين سجلت الكثافة السكانية 150.4 نسمة لكل كيلومتر مربع (389.5/ميل2). وبلغ عدد الوحدات السكنية 345 وحدة بمتوسط كثافة قدره 73.7 لكل كيلومتر مربع (190.9/ميل2).
وتوزع التركيب العرقي للبلدة بنسبة 62.07% من البيض و34.80% من الأمريكيين الأفارقة و1.14% من الأعراق الأخرى و1.99% من عرقين مختلطين أو أكثر و9.09% من الهسبانيون أو اللاتينيون من أي عرق.
بلغ عدد الأسر 296 أسرة كانت نسبة 36.8% منها لديها أطفال تحت سن الثامنة عشر تعيش معهم، وبلغت نسبة الأزواج القاطنين مع بعضهم البعض 44.9% من أصل المجموع الكلي للأسر، ونسبة 19.9% من الأسر كان لديها معيلات من الإناث دون وجود شريك، بينما كانت نسبة 3% من الأسر لديها معيلون من الذكور دون وجود شريكة وكانت نسبة 32.1% من غير العائلات. تألفت نسبة 29.7% من أصل جميع الأسر من عدة أفراد يعيشون في نفس المنزل ونسبة 14.9% كانت تتألف من شخص يعيش بمفرده يبلغ من العمر 65 عاماً أو أكثر. وبلغ متوسط حجم الأسرة المعيشية 2.38، أما متوسط حجم العائلات فبلغ 2.90.
بلغ العمر الوسطي للسكان 35.2 عاماً. وكانت نسبة 26.7% من القاطنين تحت سن الثامنة عشر، وكانت نسبة 10.1% بين الثامنة عشر والرابعة والعشرين عاماً، ونسبة 23.6% كانت واقعةً في الفئة العمرية ما بين الخامسة والعشرين والرابعة والأربعين عاماً، ونسبة 24.7% كانت ما بين الخامسة والأربعين والرابعة والستين، ونسبة 14.9% كانت ضمن فئة الخامسة والستين عاماً فما فوق. يوجد لكل 100 أنثى 87.7 ذكر، ويوجد لكل 100 أنثى في الثامنة عشر من عمرها فما فوق 73.2 ذكر.
بلغ متوسط دخل الأسرة في البلدة 24,821 دولارًا، أما متوسط دخل العائلة فبلغ 31,875 دولارًا. وكان متوسط دخل الذكور 25,417 دولارًا مقابل 18,021 دولارًا للإناث. وسجل دخل الفرد الخاص بالبلدة 12,924 دولارًا. وكانت نسبة 19.9% من العائلات ونسبة 27.2% من السكان تحت خط الفقر، وكان من هؤلاء نسبة 45.9% تحت سن الثامنة عشر ونسبة 19.4% في الخامسة والستين من العمر وما فوق.

### تعداد عام 2010
بلغ عدد سكان جفرسون 753 نسمة بحسب تعداد عام 2010، وبلغ عدد الأسر 295 أسرة وعدد العائلات 207 عائلة مقيمة في البلدة. في حين سجلت الكثافة السكانية 160.9 نسمة لكل كيلومتر مربع (416.7/ميل2). وبلغ عدد الوحدات السكنية 335 وحدة بمتوسط كثافة قدره 71.6 لكل كيلومتر مربع (185.4/ميل2).
وتوزع التركيب العرقي للبلدة بنسبة 62.02% من البيض و30.94% من الأمريكيين الأفارقة و1.59% من الأمريكيين ذوي الأصول الآسيوية و1.59% من الأعراق الأخرى و3.85% من عرقين مختلطين أو أكثر و1.46% من الهسبانيون أو اللاتينيون من أي عرق.
بلغ عدد الأسر 295 أسرة كانت نسبة 34.2% منها لديها أطفال تحت سن الثامنة عشر تعيش معهم، وبلغت نسبة الأزواج القاطنين مع بعضهم البعض 44.7% من أصل المجموع الكلي للأسر، ونسبة 21.7% من الأسر كان لديها معيلات من الإناث دون وجود شريك، بينما كانت نسبة 3.7% من الأسر لديها معيلون من الذكور دون وجود شريكة وكانت نسبة 29.8% من غير العائلات. تألفت نسبة 27.8% من أصل جميع الأسر من عدة أفراد يعيشون في نفس المنزل ونسبة 12.9% كانت تتألف من شخص يعيش بمفرده يبلغ من العمر 65 عاماً أو أكثر. وبلغ متوسط حجم الأسرة المعيشية 2.51، أما متوسط حجم العائلات فبلغ 3.00.
بلغ العمر الوسطي للسكان 37.8 عاماً. وكانت نسبة 27% من القاطنين تحت سن الثامنة عشر، وكانت نسبة 8.9% بين الثامنة عشر والرابعة والعشرين عاماً، ونسبة 24.3% كانت واقعةً في الفئة العمرية ما بين الخامسة والعشرين والرابعة والأربعين عاماً، ونسبة 23.4% كانت ما بين الخامسة والأربعين والرابعة والستين، ونسبة 16.5% كانت ضمن فئة الخامسة والستين عاماً فما فوق. وتوزع التركيب الجنسي للسكان بنسبة 45.6% ذكور و54.4% إناث.